# Dejan Tomašević
Dejan Tomašević (cyr. Дејан Томашевић; ur. 6 maja 1973 w Belgradzie) – serbski i jugosłowiański koszykarz, mistrz świata i Europy, wicemistrz olimpijski, a także działacz sportowy i polityk.

## Życiorys
Jako koszykarz grał na pozycji środkowego. Występował w klubach z Serbii, Czarnogóry, Hiszpanii i Grecji. Był wielokrotnym reprezentantem Federalnej Republiki Jugosławii, a następnie Serbii i Czarnogóry. Trzykrotnie uczestniczył w letnich igrzyskach olimpijskich (w 1996, 2000 i 2004). Na pierwszych z nich zdobył z drużyną Jugosławii srebrny medal. Wywalczył także dwa mistrzostwa świata (1998 i 2002) oraz trzy mistrzostwa Europy (1995, 1997 i 2001).
Karierę sportową zakończył w 2009. W 2011 objął stanowisko wiceprezesa Serbskiego Związku Koszykówki. W 2016 został sekretarzem generalnym tej organizacji. Zrezygnował z tej funkcji w 2019. W 2023 wstąpił do Serbskiej Partii Postępowej. Przed wyborami w tym samym roku otrzymał dziesiate miejsce na liście koalicji skupionej wokół SNS, uzyskując w wyniku głosowania mandat posła do Zgromadzenia Narodowego.

## Osiągnięcia

### Drużynowe
- Mistrz:
  - EuroLigi (2007)
  - Grecji (2006–2008)
  - Jugosławii (1993, 1994, 1996, 1997, 2000, 2001)
  - Hiszpanii (2002)
- Wicemistrz:
  - EuroLigi (2007)
  - Hiszpanii (2003)
- Zdobywca pucharu:
  - Jugosławii (1999, 2001)
  - Hiszpanii (2002)
  - ULEB (2003)
  - Grecji (2006–2008)
- Uczestnik Final Four EuroLigi (2005, 2007)

### Indywidualne
- MVP:
  - ligi jugosłowiańskiej (1998)
  - EuroLigi (2001)
  - finału pucharu:
    - Jugosławii (2001)
    - Hiszpanii (2002)
    - ULEB (2003)
- Zaliczony do I składu EuroLigi (2001, 2002)

### Reprezentacja
- Mistrz:
  - świata (1998, 2002)
  - Europy (1995, 1997, 2001)
- Wicemistrz olimpijski (1996)
- Brązowy medalista mistrzostw Europy (1999)